# Kvant-1
Kvant-1 nebo jen Kvant byl jeden z modulů kosmické stanice Mir, první specializovaný modul stanice. Jeho délka byla 5,8 metru a skládal se ze tří úseků. Měl dva spojovací uzly a čtyři průzory. Účelem modulu byly hlavně astrofyzikální pozorování, čemuž odpovídalo i jeho vybavení.

## Konstrukce modulu

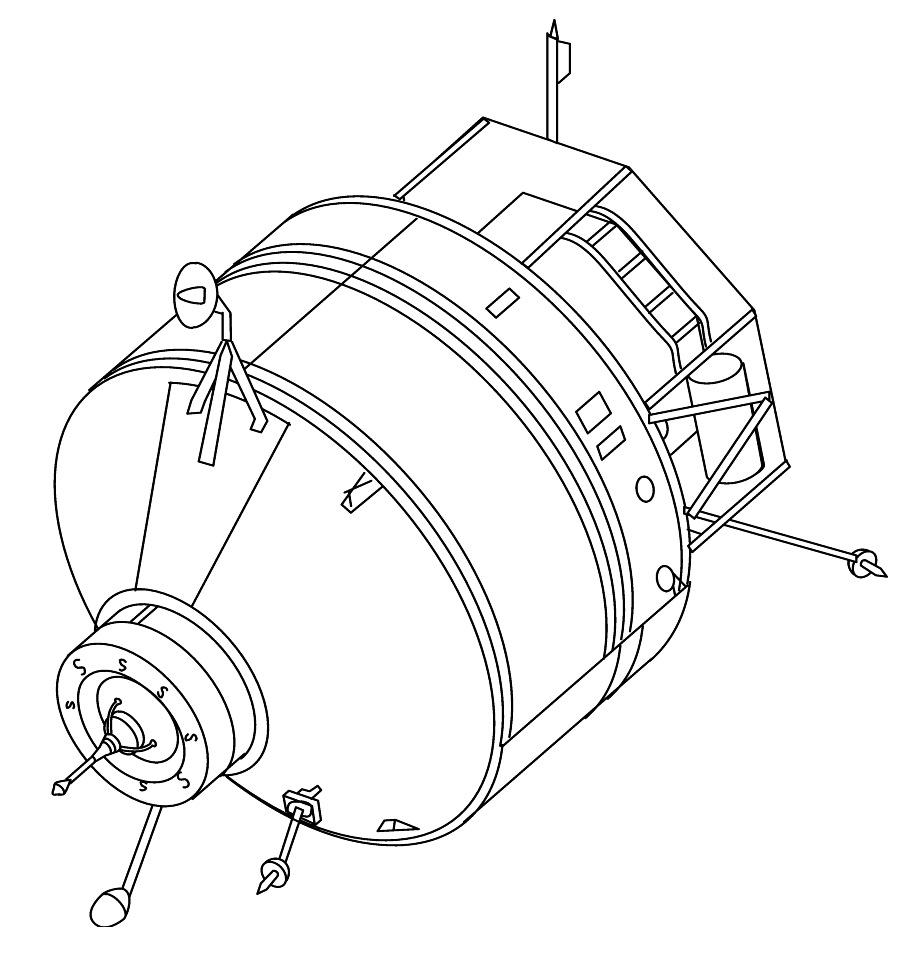
Nákres modulu Kvant

První dva úseky, laboratorní úsek a přechodová komora, byly hermetizovány. Za nimi se nacházel nehermetizovaný úsek vědeckých přístrojů, jehož základ tvořila tuhá příhradová konstrukce ve tvaru pravidelného osmiúhelníku. Laboratorní úsek měl tvar válce a na jeho povrchu byly nainstalovány radiátory termoregulačního systému. Jeho přední kónická část přecházela do spojovacího uzlu. Na opačné straně válcového úseku navazovala válcovitá přechodová komora zakončená pasivním spojovacím uzlem. Hlavní část vědeckého vybavení modulu Kvant tvořila observatoř Rentgen s hmotností 800 kg.
Souhrnná hmotnost všech vědeckých přístrojů v modulu byla 1,4 tuny. Hermetizovaný prostor měl objem 40 m³. Zásobování elektrickou energií mu zabezpečovaly další části stanice, protože sám nenesl žádné solární panely (i když měl příchytky na jejich případné dodatečné upevnění).

## Spojení se základním modulem stanice
Kvant-1 odstartoval z kosmodromu Bajkonur 31. března 1987. Do vesmíru ho vynesla nosná raketa Proton-K. Vzletová hmotnost objektu byla 20 000 kg. 5. dubna byly zahájeny jeho přípravy na setkání a spojení se se základním blokem, prvním modulem Miru. Posádka Miru Jurij Romaněnko a Alexandr Lavejkin seděla při pokusu o spojení pro případ havárie ve skafandrech v transportní kosmické lodi Sojuz TM-2.
Ve vzdálenosti 370 metrů od základního bloku se z Kvantu vysunula vodící tyč setkávacího zařízení. Přibližování pokračovalo až do vzdálenosti 200 metrů, kdy se tělesa vůči sobě pohybovala vzájemnou rychlostí 1,5 m/s. Potom ale došlo k vypojení řídícího systému a moduly se navzájem minuly o 10 metrů.
Druhý pokus o spojení proběhl 9. dubna. V 00:35:58 UT se spojovací uzly Kvantu a základního bloku sice zachytily, ale nedošlo k hermetickému spojení těles. Při elektromechanickém přitahování modulu se posun zastavil ve vzdálenosti 375 mm z potřebných 384 mm. O dva dni později řídící středisko rozhodlo o neplánovaném výstupu posádky do otevřeného prostoru. Kosmonauti přeručkovali k zadní části stanice a kolem 20:43 UT oznámili řídícímu středisku, že plochy obou spojovacích uzlů asi o centimetr nedoléhají. Po odstranění spojovací tyče Kvantu a vzdálení těles se zjistilo, že příčinou byl textilní vak – podle jednoho zdroje sáček s hygienickými potřebami, podle jiného vak s odpadem, který se tam nedopatřením dostal. Kosmonauti předmět odstranili a očistili spojovací plochy. Potom, jako první lidé v historii, přímo sledovali automatické spojení modulů.